# レトセラス・メディウス
レトセラス・メディウス (Lethocerus medius) は、半翅目コオイムシ科タガメ亜科タイワンタガメ属に属する水生昆虫の一種である。

## 形態
オスで49～58mm、メスで62～63mmまで成長する。メキシコタガメと非常に似ており、テキサスでは分布が重複している。

## 生態
他のタガメ亜科の種と同じように、オスが卵塊を保護する。

## 分布
パナマ北部からメキシコ全域、米国のアリゾナ南部、ニューメキシコ、テキサスまでの中央アメリカ、およびキューバ、ジャマイカ、ケイマン諸島、バハマに生息する。